# NGC 3637
NGC 3637 (również PGC 34731) – galaktyka soczewkowata (SB0), znajdująca się w gwiazdozbiorze Pucharu. Odkrył ją William Herschel 4 marca 1786 roku.